# Manuel Puigvert
Manuel Puigvert Dausá, alias «Socas» (Calella, 1843 - Aviñonet de Puig Ventós, 22 de julio de 1913) fue un militar y político español. Combatiente de la tercera guerra carlista, a finales del siglo XIX fue alcalde de Calella; participó después en la sublevación carlista de 1900 y en septiembre de 1906 encabezó una de las últimas partidas carlistas en la zona, pocos meses antes de que se alzase cerca de Martorell la de Guillermo Moore.

## Biografía

### Tercera guerra carlista
Manuel Puigvert Dausá era hijo de un combatiente carlista de la primera guerra civil. De profesión era maestro de obras.
Apodado «el Socas», desertó del Ejército gubernamental y salió a campaña con varios voluntarios carlistas de Calella, en unión de Salvador Soliva (padre de Salvador Soliva Ruscalleda), hacia el mes de abril de 1872, uniéndose pocos días después a las fuerzas mandadas por el coronel Guiu, y luego a las que mandaba el general Castells. Juntos participaron en la victoria carlista de Bach de Vacarisas, bajo la dirección de Castells.
Tomó parte muy activa en la acción de Montseny sostenida entre las fuerzas liberales y las del general Savalls. Asistió a las de Vidrá, Tavertet y Campdevánol contra las fuerzas del general Baldrich, y también a las de Viladrau y San Celoni. Entró en Ripoll con las tropas carlistas, y el mismo día se batió en Campdevánol contra el general Martínez Campos.
Intervino igualmente en los sitios de Olot y Puigcerdá, entrada de Vich, acciones de Castellfullit, contra el general Nouvilas; de Bañolas, de Santa Coloma de Farnés, entradas de Tortellá y de Prats de Llusanés, destacándose especialmente en la acción de Castellón de Ampurias, donde fue el héroe de la jornada, en la que quedó prisionero el general Moya con toda su columna, cañones y caballería inclusive. Al parecer, en esta acción recibió un tiro en la pierna montando a caballo, por el que arrastraría una leve cojera el resto de su vida.

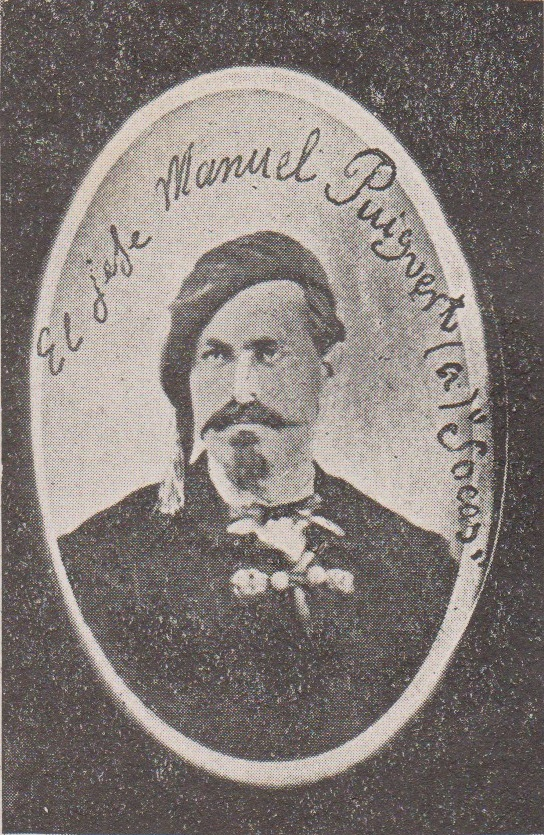
Fotografía de Manuel Puivert (a.) "Socas" durante la tercera guerra carlista.

Entró después en Berga y San Quirico de Besora, y tomó parte principal en las otras acciones de Castellar de Nuch y Castelltersol.
Al principio de la campaña ostentó los galones de alférez; mandó después compañía y, finalmente, ascendió a coronel del batallón tercero de Gerona, cuyo mando llevó por espacio de dos años.
En la necrológica que le dedicó a su muerte el diario carlista El Correo Español, Puigvert era descrito de la siguiente manera:

Fué hombre de gran valor, llegando frecuentemente hasta la temeridad.

Fué un gran guerrillero, tenía excelente disposición para la carrera militar, pudiendo competir con los más prestigiosos generales del Ejército español, muy apreciado de todos sus jefes y considerado de sus voluntarios por su intrepidez, valor y excelente trato.

### Alcalde de Calella
Al terminar la campaña pasó a Francia, donde residió varios años, y permaneció leal a Don Carlos, siendo ascendido a brigadier. Volvió después a España, regresando a Calella, ciudad de la que fue elegido alcalde en varias ocasiones. Desempeñó la alcaldía en dos etapas: del 1 de julio de 1891 al 1 de julio de 1897, y del 1 de julio de 1899 hasta el 29 de agosto de 1902, en que fue destituido del cargo. Fue quien inició la urbanización del paseo marítimo de Calella, que desde 1934 lleva su nombre.
Según Domènec Mir i Moragas, fue un alcalde popular, aunque practicó el caciquismo con abusos de autoridad y escándalos, y llegó a ser procesado por sus algunas de sus actuaciones.
Como alcalde, apoyó las reivindicaciones de los obreros. Fue muy comentada una ocasión en que, para lograr que se celebrase la Fiesta Mayor y procesión de San Quirico, que iba a dejar de celebrarse por haber coincidido con el Corpus Christi, hizo sembrar la alarma de un posible alzamiento carlista al día siguiente; se dispararon algunos tiros de madrugada y las campanas tocaron a somatén, por lo que nadie fue a trabajar ese día y se celebró la procesión, con gran alborozo entre sus partidarios.

### Sublevación de 1900
Tras la pérdida de Cuba y Filipinas, a finales de siglo Puigvert intervino en la conspiración carlista que daría lugar al alzamiento de Badalona bajo las órdenes de Salvador Soliva.
El jefe de Estado Mayor carlista de Cataluña, José B. Moore, que finalmente no recibió de Don Carlos la orden para alzarse, llamó el 24 de octubre a Puigvert y al intendente Juan Puigvert para que disuadiesen a Soliva, pero este ya había dado la orden de levantamiento para el 28 de octubre de 1900. Puigvert se sublevaría también en Calella con un buen número de voluntarios, con los que sostuvo una acción contra las fuerzas de la Guardia Civil.
Fracasado aquel movimiento, hubo de emigrar nuevamente a Francia, vagando desde entonces errante por los pequeños pueblos de la frontera francesa, viéndose por ello imposibilitado de asistir a los últimos momentos de su esposa, que falleció en España.

### Partida de 1906
En septiembre de 1906 Puigvert encabezaría una nueva partida carlista que se sostuvo durante varios días en las montañas de Calella y de Orsavinyá. En el Ateneo Calellense, propiedad de Socas y sede de los carlistas de la localidad, habían escondido fusiles Remington, tercerolas (carabinas cortas) y revólveres, con la munición correspondiente. El descubrimiento de un arsenal en la villa de Gracia precipitó los acontecimientos y, antes de un arresto inminente, algunos carlistas prefirieron huir al conocer la noticia del hallazgo policial. Otros fueron detenidos, como el concejal Juan Pera, Pau dels Frares y algunos más.
En Manresa hubo dos detenidos y la policía halló dos sacos con armas en un barranco cercano. El 16 de septiembre Pablo Güell alias «el Rubio», vestido de oficial carlista, levantó una partida de 20 hombres en las inmediaciones de Valls. Los carlistas detuvieron temporalmente a algunos vecinos y aparecieron cortados los hilos telegráficos entre Valls y Nulles. Por esta acción Güell sería apresado y condenado a muerte por rebelión en enero de 1908, falleciendo poco después por tuberculosis en la cárcel del castillo de Pilatos, el 14 de febrero del mismo año.
Socas fue visto con un saco subiendo la montaña por el rierany dels Frares. Un alguacil llamado Morales lo siguió, y al darse cuenta de ello Socas, lo amenazó. El alguacil daría aviso a la Guardia Civil. Esa misma tarde unos ganaderos que regresaban de la feria de Orsavinya dieron aviso de que habían visto a la partida de Socas en la masía «Can Furriol» de Sant Pere de Riu cenando tranquilamente. Según los ganaderos, Socas vestía traje de pana, barretina y alpargatas, y los demás hombres que le acompañaban traje de tela azul, y algunos boina, yendo unos armados con fusiles Remington y otros con retacos.
La mañana del 18 de septiembre, Socas, acompañado de 15 o 20 hombres, estuvo en la masía «Can Carreras», pidiendo que les sirvieran de comer. Como no tenían suficientes comestibles para todos, el dueño de la casa se ofreció a ir por ellos a Calella, pero se lo prohibió Socas, temeroso de que lo delatara a las autoridades. Mientras tanto, vieron a cuatro guardias civiles acercarse a la masía por el camino de la «Pujada Llarga». La partida se adentró en el bosque y sorprendieron a los guardias con una descarga, entablándose una refriega en la que se dispararon más de cien tiros. Los carlistas llegaron a rozar la oreja derecha del cabo Domínguez. A consecuencia de este suceso, se concentraron en Calella unos 20 mozos de Escuadra y fuerzas de la Guardia Civil procedentes de Barcelona, además de 17 soldados de Infantería y 25 de Caballería mandados como refuerzo.
La partida de Socas se dispersó en dirección a San Andrés, siendo perseguidos por la Guardia Civil, que creyó que atravesarían el Montnegre hacia Gerona, pero no fue así. Uno de los carlistas había sido herido en la refriega, y por la noche llamaron a la puerta de «Ca l'Estol» para hacerle una cura, exigiendo a los de la casa que no dijeran nada.
La partida de los carlistas todavía se mantuvo unos días por el Montnegre. El corresponsal de La Vanguardia escribió acertadamente:

Creen los que conocen á «Socas», que caso de verse hostigado por la guardia civil se internará en las montañas de Orsavinyá, que conoce palmo á palmo por haberlas recorrido muchas veces, y cuyas fragosidades se prestan admirablemente para eludir la persecución.

Dos albañiles que bajaban de Orsavinyá hacia Tordera vieron, en el límite de ambos términos municipales, dos grupos que sumaban treinta y seis hombres, armados y con boina.
A principios de octubre todavía vigilaban la zona cuatro columnas del Ejército, repartidas entre San Celoni, Martorell de la Selva, Lloret y Calella. No hubo más enfrentamientos, pero sí más detenidos, como el cabeza de familia de «Ca l'Estol» y gente de las masías de Orsavinyá, que fueron acusados de colaboración, a pesar de que no eran carlistas ni habían actuado libremente. Después de una temporada en la cárcel Modelo, el de «Ca l'Estol» fue absuelto en el juicio y le fue devuelta su arma de caza. Socas logró escapar.

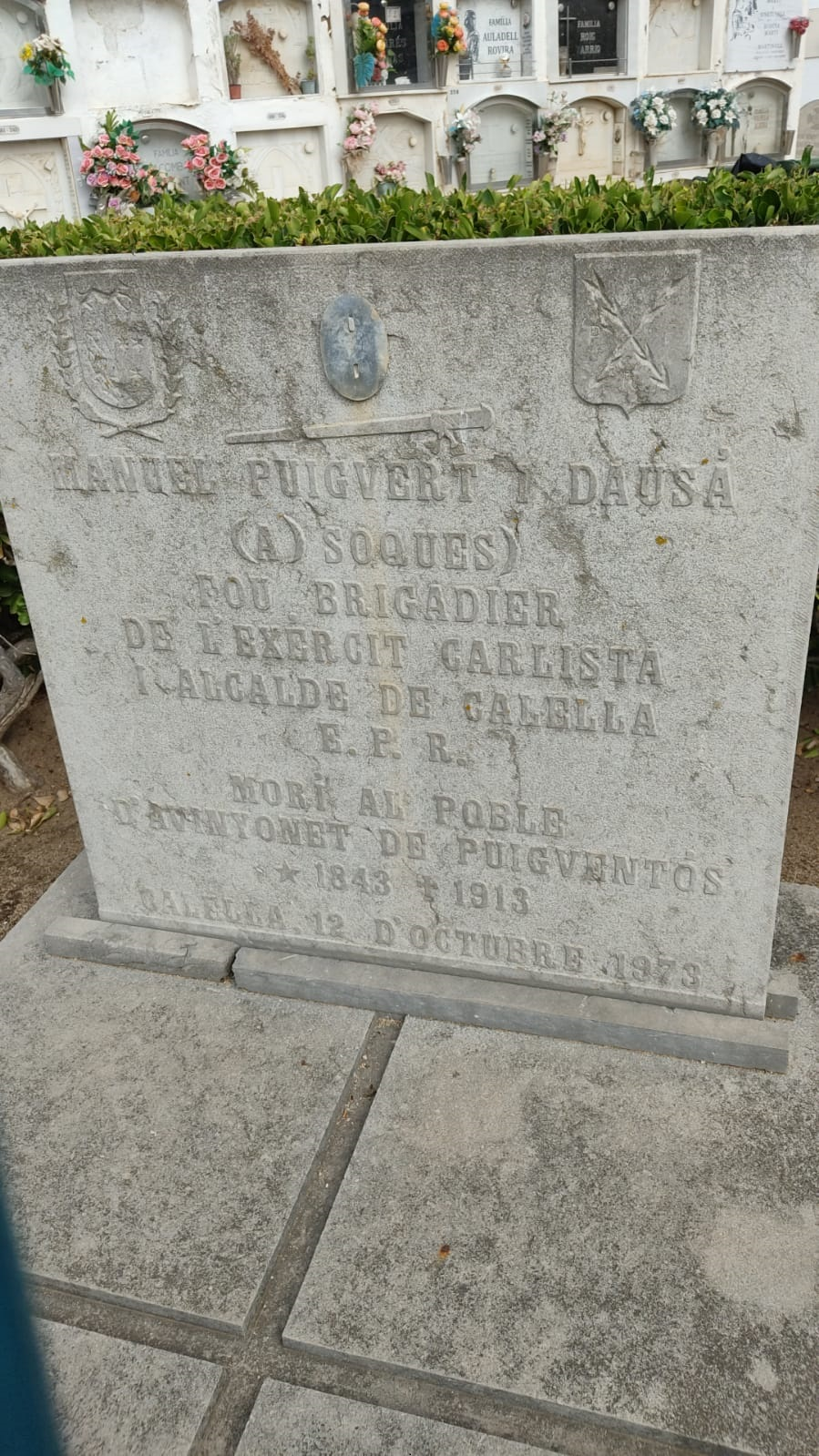
Tumba de Manuel Puigvert «el Socas».

Al enterarse Socas en 1912 de que su amigo el general Joaquín Lloréns había anunciado su asistencia al multitudinario aplech tradicionalista de Vinyolas, se presentó inesperadamente en la plaza del Castillo de Conanglell cuando estaba celebrándose la fiesta, pudiendo saludar a los numerosos veteranos carlistas que se congregaron allí.
Su fallecimiento se produjo cuando se encontraba en can Comellas, masía de una familia de rancia ascendencia carlista situada en el pueblo de Aviñonet, no muy lejos de la frontera con Francia. Según El Correo Español, murió pobre y leal a la causa legitimista. El domingo 31 de agosto de 1913 una multitud de carlistas acudió a la misa que costeaba mensualmente el Centro regional de veteranos carlistas de Barcelona en la iglesia parroquial de San Justo, en sufragio de su alma y de la de José B. Moore.
Fue sepultado en un nicho de la parroquia de Aviñonet, pero en la década de 1970 se quiso que sus restos mortales reposasen con toda dignidad en Calella.
Tuvo una hija llamada Dolores Puigvert y Surroca, que se casó con el compositor de sardanas Pablo Guanter. En Calella el paseo marítimo conserva el nombre de Passeig de Manuel Puigvert.